# Daniele Gaglianone
Daniele Gaglianone (Ancona, 4 de novembre de 1966) és un director de cinema italià.

## Biografia
Nascut a Ancona, Gaglianone viu a Torí des dels sis anys.
De 1989 a 2000 va dirigir uns quants curtmetratges i documentals. El 1998 va treballar com a guionista per a la pel·lícula Così ridevano dirigida per Gianni Amelio. També va fer algunes obres per a teatre amb, entre d'altres, la companyia italiana Il BuioFuori.
L'any 2000 va dirigir el seu primer llargmetratge I nostri anni, presentat al 54è Festival Internacional de Cinema de Canes de 2001 durant la Quinzena de Cineastes. La seva segona pel·lícula Nemmano il destino es va presentar a la 61a Mostra Internacional de Cinema de Venècia, durant la «Giornate degli autori», l'any 2004.Aquesta pel·lícula va rebre diversos premis el mateix any, és a dir: el Premio Arca Cinema Giovani com a millor pel·lícula italiana a Venècia, el Premio Lino Miccichè atorgat pel CSC, i un «Premi Tigre» al Festival Internacional de Cinema de Rotterdam.
El 2004-2005 publica el CD i llibre Come ordini urlati in una tempesta di vento, un text de teatre inspirat en Malcolm Lowry, cosignat per Massimo Miride i Evandro Fornasier i realitzat amb el grup «Il BuioFuori».
L'any 2008 va dirigir el documental Rata nece biti, (La guerra non ci sarà), presentat al 61è Festival de Cinema de Locarno i guardonat amb el Premi Especial del Jurat al 26è Festival de Cinema de Torí. El 2009 la pel·lícula també obté el David di Donatello al millor documental. El 20 d'agost de 2010 el seu tercer llargmetratge, Pietro, es va presentar a competició al Festival de Locarno. El juliol de 2011 la pel·lícula va rebre un Cigno d'Oro a les trobades cinematogràfiques de Stresa. El mateix any va presentar Ruggine, una adaptació d'un llibre de Stefano Massaron protagonitzat per Filippo Timi, Stefano Accorsi, Valerio Mastandrea i Valeria Solarino.

## Filmografia

### Com a director
- Il frascame (1989)
- Nella solitudine del sangue (1990)
- La ferita (1991)
- Mario Soldati e il cinema (1992)
- Alla ricerca di Piero Gobetti (1992)
- Era meglio morire da piccoli (1992)
- Cichero (1993)
- La battaglia della ferrovia (1993)
- Sparare a vista sul sovversivo Agosti (1993)
- L'orecchio ferito del piccolo comandante (1994)
- Il sale della terra (1994)
- Quel fare che inventa (mentre fa) il modo di fare (1994)
- Lancia di Chivasso: una comunità operaia non rassegnata (1994)
- E finisce così (1995)
- La violenza nemica (1995)
- Cinecronache partigiane (1995)
- La carne sulle ossa (1996)
- Antonio Gramsci, gli anni torinesi (1997)
- Luoghi inagibili in attesa di ristrutturazione capitale (1997)
- Vratite se (1998)
- Un inverno invisibile (1999)
- Dopo settant'anni i ricordi non esistono più. Paolo Gobetti racconta (1999)
- Tutti mi chiedono da dove vengo - Nessuno vuol sapere chi sono (1999)
- Spazzacamini e altri mestieri (2000)
- Guarda un po' che fiume (2000)
- I nostri anni (2000)
- Nemmeno il destino (2004)
- Rata nece biti (La guerra non ci sarà) (2009)
- Pietro (2010)
- Ruggine (2011)
- La mia classe (2013)
- Là Suta (2014)
- Qui (2014)
- Dove bisogna stare (2019)
- Il tempo rimasto (2021)
- Se fate i bravi (2022)
- Come scintille nel buio (2022)

### Col·laboració
- Così ridevano, dirigit per Gianni Amelio (guió, 1998)